# Belsősárd
Belsősárd es un pueblo ubicado en el condado de Zala, Hungría.

## Superficie
Posee una superficie de 9,79 kilómetros cuadrados.

## Demografía
Hasta 2021 la población era de 95 habitantes, con una densidad de población de 9,70 habitantes por kilómetro cuadrado. En 2011 más del 93% de la población estaba conformada por húngaros y la religión predominante era el catolicismo.